# DJ Paul
DJ Paul, pseudonimo di Paul Duane Beauregard (Memphis, 13 ottobre 1977), è un rapper, produttore discografico e disc jockey statunitense.
Nel 1991 insieme al fratellastro Lord Infamous, deceduto nel 2013, e a Juicy J, fondò il gruppo hip hop Three 6 Mafia, che ha esordito nel 1995 con Mystic Stylez.
Con questo gruppo ha anche vinto l'Oscar alla migliore canzone nell'edizione 2006. Da solista ha pubblicato cinque album in studio.

## Discografia
Album in studio
- 2002 - Underground Volume 16: For Da Summa
- 2009 - Scale-A-Ton
- 2012 - A Person of Interest
- 2013 - Volume 16: Original Masters
- 2015 - Master of Evil
- 2016 - YOTS: Year of the Six, Pt. 1
- 2016 - YOTS: Year of the Six, Pt. 2
- 2017 - Underground Volume 17: For Da Summa

### EP
- 2019 - Power, Pleasure & Painful Things

### Mixtape
- 1994 - Volume 2: Da Exorcist (con Juicy J)
- 2009 - The Weigh In
- 2010 - Too Kill Again
- 2011 - Pray for Forgiveness (con Ya Boy & Lil Lody)
- 2012 - For I've Sinned
- 2012 - A Person of Interest Sampler
- 2013 - Clash of the Titans (con Drumma Boy)
- 2013 - Black Fall (con Yelawolf)
- 2013 - 6ix Commandments (con Da Mafia 6ix)
- 2014 - Hear Sum Evil (con Da Mafia 6ix)
- 2015 - Da Light Up, Da Poe Up
- 2016 - Mafia 4 Life
- 2017 - Da Reason: Thank Me Later
- 2021 - Slumafia (con Yelawolf)

Singoli
- 2009 - Just like Dat???
- 2009 - You On't Want It (feat. Lord Infamous)
- 2009 - I'm Drunk (feat. Lord Infamous)
- 2012 - Skull
- 2012 - What I Look Like???

## Filmografia
- Choices - The Movie, regia di Gil Green (2001)
- Hustle & Flow - Il colore della musica (Hustle & Flow), regia di Craig Brewer (2005)
- Rimozione forzata (South Beach Tow) 4x06 - 1 Episodio (2013)